# Гори (Бабаєвський район)
Гори — присілок в Бабаєвському районі Вологодської області.
Входить до складу Борисовського сільського поселення (з 1 січня 2006 року по 13 квітня 2009 року входила в Афанасьєвське сільське поселення).

## Географія
Відстань по автодорозі до районного центру Бабаєво — 60 км, до центру муніципального утворення села Борисово-Судське по прямій — 16 км. Найближчі населені пункти — с. Балуєво, с. Лабокша, с. Нефедово. Станом на 2002 рік постійного населення не було.